# Lista liceelor din Timișoara
În ordinea din bibliografie.

## Colegii și licee care participă la repartizarea computerizată
- Colegiul Național „Constantin Diaconovici Loga”[1]
- Colegiul Național Bănățean[1]
- Colegiul Național Pedagogic „Carmen Sylva”[1]
- Colegiul Național „Ana Aslan”[1]
- Liceul Teoretic „J.L. Calderon”[1]
- Liceul Teoretic „William Shakespeare”[1]
- Liceul Teoretic „Bartók Béla”[1]
- Liceul Teoretic „Nikolaus Lenau”[1]
- Liceul Teoretic „Dositei Obradovici”[1]
- Liceul Teoretic „Vlad Țepeș”[1]
- Liceul Teoretic „Grigore Moisil”[1]
- Liceul de Arte Plastice[1]
- Colegiul Național de Artă „Ion Vidu”[1]
- Liceul cu Program Sportiv „Banatul”[1]
- Liceul Teologic Romano-Catolic „Gerhardinum”[1]
- Liceul Teologic Baptist[1]
- Liceul Teologic Penticostal „Logos”[1]
- Liceul Teologic Ortodox „Sfântul Antim Ivireanul”
- Liceul Waldorf[1]
- Colegiul Economic „F.S. Nitti”[1]
- Colegiul de Silvicultură și Agricultură „Casa Verde” din Timișoara[1]
- Colegiul Tehnic „Electrotimiș” din Timișoara[1]
- Colegiul Tehnic „Emanuil Ungureanu” din Timișoara[1]
- Colegiul Tehnic Energetic „Regele Ferdinand I” din Timișoara[1]
- Colegiul Tehnic „Azur” din Timișoara[1]
- Colegiul Tehnic „Henri Coandă” din Timișoara[1]
- Colegiul Tehnic „Dimitrie Leonida” din Timișoara[1]
- Colegiul Tehnic „Ion I.C. Brătianu” din Timișoara[1]
- Colegiul Tehnic „Ion Mincu” din Timișoara[1]
- Colegiul Tehnic de Vest din Timișoara[1]
- Liceul Tehnologic de Industrie Alimentară din Timișoara[1]
- Liceul Tehnologic de Transporturi Auto din Timișoara[1]

## Licee și centre de educație speciale
- Liceul Teoretic Special „IRIS” din Timișoara[1]
- Liceul Tehnologic Special „Gheorghe Atanasiu” din Timișoara[1]
- Centrul Județean de Resurse și Asistență Educațională Timiș[2]
- Centrul de Resurse și Asistență Educațională „Speranța” Timișoara[2]
- Centrul Școlar pentru Educație Incluzivă „Paul Popescu Neveanu” Timișoara[2]
- Centrul Școlar pentru Educație Incluzivă „Constantin Pufan” Timișoara[2]
- Centrul Școlar pentru Educație Incluzivă „Dumitru Ciumăgeanu” Timișoara[2]

## Licee particulare
- Liceul Teoretic Millenium din Timișoara[1]
- Liceul Tehnologic UCECOM „Spiru Haret” din Timișoara[1]
- Liceul Tehnologic „Ioan Slavici” din Timișoara[1]
- Liceul Teoretic „Henri Coandă” din Timișoara[1]
- Liceul Teoretic „Socrates” din Timișoara[1]